# I Fantastici Quattro - Gli inizi
I Fantastici Quattro - Gli inizi (The Fantastic Four: First Steps) è un film del 2025 diretto da Matt Shakman.
Basato sul gruppo dei Fantastici Quattro di Marvel Comics, è il 37º film del Marvel Cinematic Universe (MCU) e il primo della cosiddetta "Fase Sei", nonché secondo reboot della serie di film sui Fantastici Quattro.

## Trama
Su Terra-828, sono passati quattro anni da quando Reed Richards, Sue Storm, Ben Grimm e Johnny Storm hanno acquisito poteri sovrumani grazie all'esposizione ai raggi cosmici e sono diventati la squadra di supereroi nota come i Fantastici Quattro. Durante una cena di famiglia, Reed e Sue rivelano a Johnny e Ben di aspettare un bambino. I festeggiamenti della squadra vengono interrotti dall'improvvisa apparizione di Silver Surfer, che annuncia agli abitanti della Terra che il loro pianeta è destinato a scomparire a causa dell'onnipotente Galactus, il Divoratore di Mondi. Johnny insegue la surfista e riesce a toccare la sua tavola. Prima che precipiti, l'aliena gli dice una strana frase. Dopo aver analizzato numerose anomalie relative alla scomparsa dei pianeti, la squadra decide di cercare di negoziare il destino della Terra con Galactus e parte sulla sua astronave.
Al loro arrivo in un lontano sistema stellare, il pianeta più vicino viene immediatamente distrutto dalla nave di Galactus e la squadra viene catturata, Johnny incontra di nuovo Surfer e scopre il significato delle sue parole, “che tu possa morire insieme ai tuoi cari”. Galactus si offre di risparmiare la Terra in cambio del figlio non ancora nato di Sue, poiché percepisce un immenso potere in lui. La squadra rifiuta e fugge da Galactus e il suo araldo, riuscendo a bloccarla, mentre Sue dà alla luce Franklin durante un difficoltoso ritorno sulla Terra. Dopo una disastrosa conferenza stampa per spiegare il loro fallimento, il mondo si rivolta contro la squadra, temendo l'imminente arrivo di Galactus. Con Franklin in braccio, Sue si rivolge al pubblico e dichiara che faranno tutto il necessario per contrastare Galactus.
Reed crea una rete di portali che programma per trasportare il pianeta in una galassia lontana molti anni luce dalla portata di Galactus, intanto Johnny usando varie tracce registrate nello spazio riconosce le parole di Surfer e inizia a decifrare capendo gli schemi, ma mentre i portali iniziano ad essere attivati, questi vengono distrutti da Silver Surfer. Johnny le impedisce di raggiungere l'ultimo a Times Square e, avendo imparato la sua lingua, la identifica come Shalla-Bal, scoprendo che è diventata volontariamente l'araldo di Galactus per risparmiare al suo pianeta lo stesso destino. Shalla-Bal fugge, ma non prima che Johnny le faccia ascoltare le registrazioni dei popoli di tutti i mondi che Galactus ha già distrutto. 
Usando Franklin come esca, la squadra mette in atto un piano per attirare Galactus nel portale di Times Square, cercando di teletrasportare il Divoratore lontano dalla Terra, sapendo che senza la sua astronave dovrà percorrere diversi anni luce prima di trovarli. La squadra riesce a fare nascondere i cittadini di New York sotto terra grazie a una collaborazione con un loro ex nemico, l’Uomo talpa, così da non coinvolgerli. Ma il piano fallisce e Galactus prende il bambino dal quartier generale degli eroi. Sue costringe Galactus a entrare nel portale usando i suoi poteri, mentre Reed mette in salvo Franklin. Quando Sue inizia a vacillare per lo sforzo eccessivo, Johnny tenta di spingerlo verso il portale, ma Shalla-Bal lo ferma e si sacrifica al suo posto, dopodiché il portale si chiude. Reed, Ben e Johnny corrono da Sue, che viene rianimata proprio da Franklin. In seguito, la squadra viene festeggiata per la sua vittoria. 
Nell'ultima scena a metà dei titoli di coda, ambientata quattro anni dopo, Sue si sta prendendo cura di suo figlio Franklin quando il piccolo viene avvicinato da un misterioso uomo mascherato con un mantello verde.

## Personaggi
- Reed Richards / Mister Fantastic, interpretato da Pedro Pascal: uno scienziato molto intelligente e il leader dei Fantastici Quattro che può allungare qualsiasi parte del suo corpo per grandi lunghezze.[3][4] Il regista Matt Shakman ha descritto Reed come "la persona scientificamente più intelligente" del pianeta, e una combinazione di Steve Jobs, Albert Einstein e Robert Moses.[4] Pascal ha detto che era la mente di Reed la cosa più importante per lui, piuttosto che la fisicità del personaggio, e ha considerato "la brillantezza di un polpo" quando si è avvicinato al personaggio.[5]
- Sue Storm / Donna Invisibile, interpretata da Vanessa Kirby: moglie incinta di Reed, sorella di Johnny e membro dei Fantastici Quattro in grado di generare campi di forza e diventare invisibile.[3][6] È a capo della Future Foundation, che ha ottenuto la smilitarizzazione e la pace a livello globale. Shakman ha descritto Sue come "la persona emotivamente più intelligente" del pianeta. Kirby si è divertita a sintetizzare le varie rappresentazioni a fumetti di Sue nella sua versione del personaggio, concentrandosi sulla maternità come filo conduttore. L'attrice ha affermato di essere ossessionata dalla serie di fumetti in cui Sue assume la personalità negativa "Malice", e ha incluso elementi di quella versione nella sua interpretazione in modo che Sue non fosse "lo stereotipo della madre buona e dolce".[4]
- Ben Grimm / La Cosa, interpretato da Ebon Moss-Bachrach: il migliore amico di Reed, ex astronauta e membro dei Fantastici Quattro, la cui pelle è stata trasformata in uno strato di roccia arancione, che gli conferisce forza e resistenza sovrumane.[3][4] Moss-Bachrach ha trovato dei paragoni tra Grimm e il suo personaggio Richie Jerimovich nella serie The Bear (2022-presente), notando che entrambi erano "persone profondamente leali" e "combattenti con un feroce senso del codice, della moralità e della famiglia".[7] Moss-Bachrach ritrae la Cosa attraverso la motion capture e le immagini generate al computer (CGI) anziché il trucco prostetico,[8] e ha discusso di questo processo con Mark Ruffalo, che interpreta Hulk nel Marvel Cinematic Universe (MCU) utilizzando la stessa tecnologia.[9] Oltre a Moss-Bachrach che interpretava le sue scene con una tuta per il motion capture, alcune riprese furono rigirate con l'attore che utilizzava diverse estensioni del corpo o una controfigura che indossava un costume della Cosa a grandezza naturale per aiutare gli altri attori a fare riferimento allo spazio occupato dal personaggio.[4] Shakman consultò degli scienziati e studiò le rocce del deserto per trovare il miglior riferimento per l'aspetto della Cosa;[10] una specifica roccia del deserto che corrispondeva al suo aspetto desiderato per la Cosa, denominata "Jennifer", fu anche filmata sul set come riferimento per l'illuminazione per il team degli effetti visivi.[11]
- Johnny Storm / Torcia Umana, interpretato da Joseph Quinn: fratello di Sue e membro dei Fantastici Quattro che può controllare il fuoco e volare.[3][12] Mentre Quinn era un fan dell'interpretazione di Chris Evans del personaggio nei film della 20th Century Fox I Fantastici 4 (2005) e I Fantastici 4 e Silver Surfer (2007), non ha basato la sua interpretazione su quella di Evans.[13] Quinn e il produttore Kevin Feige hanno discusso delle donne di Johnny nelle precedenti interpretazioni e hanno concluso che questa non sarebbe considerata "sexy" dal pubblico moderno. Quinn voleva che la sua versione fosse "meno insensibile ai sentimenti degli altri" e più consapevole del suo comportamento in cerca di attenzione, pur avendo ancora molta spavalderia e umorismo. Shakman ha notato che Johnny è anche intelligente ed eroico, nonostante lo indebolisca con le battute.[4]
- Shalla-Bal / Silver Surfer, interpretata da Julia Garner: l'araldo di Galactus dalla pelle metallica che viaggia nello spazio su un mezzo simile a una tavola da surf.[14][15] Garner ha affermato che c'era un'"energia misteriosa" nel personaggio e nella sua relazione con Galactus.[15] Ha interpretato Silver Surfer attraverso la motion capture,[16] combinando la ricerca sulle pose da surf con pose statuarie non da surf tratte dai fumetti. Garner voleva che il personaggio "si muovesse elegantemente, come una danza".[15]
- Galactus, interpretato da Ralph Ineson: un gigantesco essere cosmico che consuma la forza vitale dei pianeti.[17][4] Shakman lo ha definito un "enorme vampiro cosmico divoratore di pianeti, vecchio di 14 miliardi di anni". Ineson non pensava che Galactus fosse malvagio, definendolo una "specie di dio" e un "grande tizio mangia-pianeti, che fa semplicemente ciò che fa un grande tizio mangia-pianeti". L'attore ha trascorso del tempo a "ruminare" in cima a edifici alti per prepararsi al ruolo. Feige ha adorato l'introduzione di Galactus nei fumetti e desiderava da tempo utilizzarlo.[18] Ha condiviso una clip del personaggio dal videogioco Fortnite Battle Royale (2017) come riferimento per come avrebbe dovuto essere ritratto.[19] Il film utilizza un design accurato nei fumetti, in contrasto con il design simile a una nuvola in I Fantastici 4 e Silver Surfer.[18] L'armatura viola e blu di Galactus fu costruita per essere indossata da Ineson, poiché per Shakman era importante che qualcuno "incarnasse la parte".[4]

Fanno parte del cast anche Paul Walter Hauser, nel ruolo di Harvey Elder / Uomo Talpa, Matthew Wood presta la voce al robot compagno dei Fantastici Quattro HERBIE (Humanoid Experimental Robot B-Type Integrated Electronics), che generalmente funge da assistente di Reed; Natasha Lyonne interpreta Rachel Rozman. Ada Scott nel ruolo di Franklin Richards, il figlio neonato di Reed e Sue; Mark Gatiss nel ruolo di Ted Gilbert, il conduttore del talk show The Ted Gilbert Show; Sarah Niles nel ruolo di Lynne e la figlia di Shakman, Maisie, ha un cameo come una bambina salvata dalla Torcia Umana dai detriti che cadono; Alex Hyde-White interpreta il presentatore del telegiornale della ABC William Russell, Rebecca Staab interpreta Carolyn Haynes, giornalista del canale 9, Jay Underwood e Michael Bailey Smith interpretano due operai della centrale elettrica.

## Produzione

### Sviluppo
Dopo il fallimento critico e commerciale del film del 2015 della 20th Century Fox Fantastic 4 - I Fantastici Quattro, co-scritto e diretto da Josh Trank e basato sul team di supereroi della Marvel Comics i Fantastici Quattro, la Fox ha iniziato a cercare nuove direzioni per il franchise. Avendo anche prodotto due precedenti film dei Fantastici Quattro diretti da Tim Story un decennio prima, lo studio non voleva semplicemente realizzare un altro film dei Fantastici Quattro. Nel giugno 2017, Seth Grahame-Smith stava scrivendo un nuovo film che avrebbe spostato l'attenzione su Franklin e Valeria Richards, i figli dei leader originali dei Fantastici Quattro Reed Richards / Mister Fantastic e Sue Storm / Donna Invisibile. Traendo ispirazione dalla serie di fumetti Ultimate Fantastic Four (2004-2009), la sceneggiatura includeva i membri originali dei Fantastici Quattro Ben Grimm / La Cosa e Johnny Storm / Torcia Umana, ed è stata descritta come incentrata sui bambini con un tono più vicino al film d'animazione Gli Incredibili (2004) che al film più cupo di Trank. La base della sceneggiatura di Grahame-Smith proveniva da una sceneggiatura separata che Carter Blanchard aveva scritto come adattamento del libro per bambini Kindergarten Heroes di Mark Millar. Millar in precedenza aveva consultato la Fox per i loro film basati sulla Marvel. Nel luglio 2017, Noah Hawley, il creatore della serie televisiva Marvel Legion (2017-2019), è stato assunto per sviluppare un film separato incentrato su Victor von Doom / Doctor Destino, il principale antagonista dei Fantastici Quattro nei fumetti e nei film precedenti. La Walt Disney Company ha ufficialmente acquisito la 21st Century Fox nel marzo 2019 e ha ottenuto i diritti cinematografici per i personaggi della Marvel Comics che la Fox controllava per la sua sussidiaria Marvel Studios, inclusi i Fantastici Quattro. I film basati sulla Marvel che la Fox stava sviluppando sono stati messi "in attesa".

### Post-produzione
Il nuovo fumetto-prequel de I Fantastici 4 - Gli inizi conferma che Paul Walter Hauser interpreterà l'Uomo Talpa nel film. Nel luglio 2025, Shakman rivelò che Anthony e Joe Russo, registi di Avengers: Doomsday e Avengers: Secret Wars, avevano diretto la scena post-credits de I Fantastici Quattro - Gli inizi; che fu girata durante le riprese di Doomsday. Shakman aggiunse che i Russo erano "molto coinvolti" nella produzione del film — visitando i set e guardando scene della pellicola — poiché volevano familiarizzare con i Fantastici Quattro e gli altri personaggi del film "in modo da poterli trattare bene, fare la cosa giusta per loro in [ Doomsday ]". John Malkovich sarebbe dovuto apparire nel ruolo del Fantasma Rosso, ma è stato tagliato dal montaggio finale; avrebbe dovuto apparire in una sequenza iniziale del film che raccontava i primi anni dei Fantastici Quattro come supereroi, incluso l'affronto con Fantasma Rosso e le sue Super-scimmie. Il 20 luglio 2025, in un'intervista al The Hollywood Reporter, Kevin Feige ha rivelato che sarebbero apparsi nel film Alex Hyde-White, Rebecca Staab, Jay Underwood e Michael Bailey Smith, che hanno interpretato i Fantastici Quattro nell'omonimo film mai rilasciato del 1994. Il personaggio di Peotor, un orango membro delle Super-scimmie, fa un cameo nel film. La sceneggiatura è stata attribuita a Friedman, Pearson, Kaplan e Springer da una storia di Pearson, Kaplan, Springer e Kat Wood. Nona Khodai e Tim Roche hanno montato il film, mentre Scott Stokdyk è stato il supervisore degli effetti visivi, con effetti visivi forniti da Industrial Light & Magic (ILM), Framestore, Sony Pictures Imageworks, Digital Domain, Rise FX e Wētā FX.

## Promozione
Il trailer è stato pubblicato il 4 febbraio 2025 a seguito di una diretta.

## Distribuzione
Il film è uscito nelle sale statunitensi il 25 luglio 2025. In Italia, inizialmente il film sarebbe dovuto uscire l'8 novembre 2024; venne poi rimandato al 14 febbraio 2025 e infine al 23 luglio seguente.

## Accoglienza

### Incassi
A fronte di un budget di 200 milioni di dollari, il film ha incassato 248186154 $ in Nord America e 222212182 $ nel resto del mondo, per un totale di 470398336 $. 
In Italia ha incassato 7748214 €.

### Critica
Il film ha ricevuto recensioni positive da parte della critica. Sull'aggregatore di recensioni Rotten Tomatoes ha un indice di gradimento dell'86% basato su 384 recensioni, con un voto medio di 7,5 su 10; il consenso critico del sito afferma: «Grazie a un'alchimia solida come la roccia e a un design retrò in stile anni '60, quest'interpretazione dei Fantastici Quattro rende giustizia alla Prima Famiglia della Marvel». Su Metacritic ottiene un punteggio di 65 su 100 basato su 54 recensioni.

## Sequel
Il 19 giugno 2025 è stato annunciato lo sviluppo di un sequel del film.